# 水原三星ブルーウィングスの年度別成績一覧
水原三星ブルーウィングスの年度別成績一覧（スウォンサムソンブルーウィングスのねんどべつせいせきいちらん）では、水原三星ブルーウィングスの各年度ごとの成績を詳述する。

## 国際試合

### 公式戦（ACL他）
| 開催年 | 月日     | 大会名                 | 対戦相手               | 開催スタジアム                           | 結果  |
| ------ | -------- | ---------------------- | ---------------------- | ---------------------------------------- | ----- |
| 2016年 | 02月24日 | ACL2016 グループリーグ | ガンバ大阪             | 水原ワールドカップ競技場                 | △ 0-0 |
| 2016年 | 03月02日 | ACL2016 グループリーグ | 上海上港               | 上海体育場                               | ● 1-2 |
| 2016年 | 03月15日 | ACL2016 グループリーグ | メルボルン・ビクトリー | メルボルン・レクタンギュラー・スタジアム | △ 0-0 |
| 2016年 | 04月06日 | ACL2016 グループリーグ | メルボルン・ビクトリー | 水原ワールドカップ競技場                 | △ 1-1 |
| 2016年 | 04月19日 | ACL2016 グループリーグ | ガンバ大阪             | 市立吹田サッカースタジアム               | ○ 2-1 |
| 2016年 | 05月03日 | ACL2016 グループリーグ | 上海上港               | 水原ワールドカップ競技場                 | ○ 3-0 |